# Franziska Klotz
Franziska Klotz (* 8. Mai 1979 in Dresden) ist eine deutsche Malerin.

## Leben
Klotz absolvierte 1999 mehrere Praktika an der Staatsoper Unter den Linden, an der Volksbühne und beim Berliner Ensemble, ehe sie ein Kunststudium mit dem Schwerpunkt Kostüm- und Bühnenbild an der Hochschule für Bildende Künste Dresden begann und 2000 an die Kunsthochschule Berlin-Weißensee zu Werner Liebmann wechselte. Im Jahr 2005 erhielt sie ihren „Master of Fine Arts“ und wurde mit dem Max-Ernst-Stipendium der Stadt Brühl ausgezeichnet. 2006 wurde sie Meisterschülerin von Werner Liebmann. Sie lebt und arbeitet in Berlin. Sie erhielt von Mai bis Oktober 2015 und von Januar bis Februar 2018 Stipendien der Kulturakademie Tarabya.

## Ausstellungen (Auswahl)
Einzelausstellungen
- 2005: New Painters: part one. Galerie Davide Di Maggio Mailand
- 2005: Max Ernst Award Exhibition. Galerie am Schloss Brühl
- 2005: Stipendium der Stadt Brühl. Brühl
- 2006: Klotz, Galerie Davide Di Maggio. Berlin
- 2008: Beauty is no protection, janinebeangallery. Berlin
- 2009: Franziska Klotz, Charim Wien. Wien
- 2009: Nowhere Right Here! Cerasoli Gallery, Los Angeles
- 2009: Franziska Klotz – Malerei. Galerie Sybille Nütt, Dresden[3]
- 2011: Ka’ aguy, Charim Ungar. Berlin
- 2013: Galerie Kornfeld. Berlin
- 2019: Ölregen Kulturforum Schorndorf e.V.

Gruppenausstellungen
- 2001: Arbeiten zeigen. Kleist Forum Frankfurt/Oder
- 2003: Kunstfaktor Zossen. City Center Zossen (mit Vanessa von Heydebreck)
- 2004: Fassadenrepublik. Palast der Republik Berlin
- 2004: von (spe) Berlin nach (de la) Bucuresti Galeria. Bukarest
- 2006: President’s XI. Galerie Ruth Leuchter Düsseldorf
- 2005: Everybodys Darling. Schreiber Villa Leipzig
- 2005: erfinden und markieren. Galerie Budissin Kunstverein Bautzen
- 2007: P-Zug, von H’Debreck → K’Lotz. Miope Galerie Berlin
- 2007: Malkunst 2. Fondazione Mudima Mailand
- 2008: wasistdas. LOFT19 Paris
- 2008: Fairytale Of Berlin, Råhuset. Kopenhagen
- 2008: Projekt Berlin 08. Kunsthaus KuLe Berlin
- 2009: Winter Salon 2009. Micaëla Gallery San Francisco
- 2009: HangART-7, ‘Mal was Deutsches’. Edition 14  Hangar-7 Salzburg
- 2010: Deep Inside. Art Gallery K35 & Mazzotta Art Selection Moskau
- 2010: Berliner Salon „Europäischer Kunsthof“. Vicht Aachen
- 2011: Lost. Galerie im Park Bremen

- 2022: Cristina Ohlmer, Çigdem Aky, Franziska Klotz. Malerei und Objekt. Galerie Anja Knoess Köln